# Домаћа гуска
Домаће гуске (подврста Anser anser domesticus (европска гуска) и подврста Anser cygnoides domesticus (кинеска гуска)) су гуске које се наменски узгајају због свог меса, јаја и перја.

## Порекло и карактеристике
У Европи, северној Африци и западној Азији, прве припитомљене домаће гуске потичу од врсте дивља гуска (Anser anser). Док у источној Азији потичу од врсте кинеска лабудаста гуска (Anser cygnoides); те гуске данас називамо кинеским гускама. Данас постоје и хибриди ове две врсте домаћих гусака (на пример у Аустралији и Северној Америци). Кинеске гуске се разликују од европских по великој израслини на чеоном делу главе.
Припитомљавање се највероватније догодило веома давно (археолошки докази постојања домаће гуске у Египту стари су преко 4.000 година).
Домаће гуске су доста крупније од дивљих и постоје сорте које могу бити тешке и до 10 килограма (дивље гуске могу бити тешке 3 до 4 килограма). Ово је један од главних разлога због чега домаће гуске не лете (мада могу да машу крилима и да одскоче око пола метра од земље).

## Расе домаћих гусака
Емдемска гуска — Настала је оплемењивањем старе немачке расе гусака с белим перјем. Половином прошлог века увозили су је Енглези и у жељи да поправе њене производне особине укрштали су је са тулушком гуском. Има главу средње величине, кратак и јак кљун наранџасте боје, а очи плаве уоквирене црвеним обручем. Врат је дуг, јак, лепо заобљен, густо обрастао перјем и извијен као у лабуда. Труп је дугачак с израженим дубинама и ширинама. Ноге кратке, снажне. наранџасте, као и прсти и пловне кожице.
Емдемска гуска спада у крупне расе. Добро однеговани гусани тешки су 13–15 kg, а гуске 11–13 kg. Лако се тове и дају квалитетно месо и маст, а уз то и веома крупну и укусну џигерицу, која код добро утовљених грла достиже тежину 500–600 g. Цењена је због обилнот и лепог перија, које је код одраслих гусака потпуно беле боје. Годишња носивост износи просечно око 25 јаја, а боље ноеиље дају и до 70. Јаја су тежине око 200 грама. 
Тулушка гуска — Пореклом је из Француске. Где се много гаји, нарочито око Тулузе. У Француској су селекционисана два типа, од којих је индустријски тип познатији од пољопривредног. Код ове расе перје на глави, врату, леђима, крилима и репу је мркосиве боје, док је на грудима и трбуху бело. Глава је масивнија и тежа него код емдемске гуске. Кљун је кратак, дебео светлонаранџасте боје. Очи су кестењасте. Испод љуна карактеристичан је подгушњак. Врат је средње дужине, дебео, ваљкастог облика. Труп масиван, врло дубок и широк, са веома развијеним трбухом. На трбуху је јако изражена „трбушна торба“, која код одраслих јединки додирује земљу. Ноге су дебеле, јаке и кратке с цеваницама црвенонаранџасте боје. Као тешка и трома гуска слабо користи пашњаке.
Тулушка гуска је једна од најкрупнијих гусака. Према стандарду за индустријски тип гусани треба да теже 12–14 kg, гуске 9–10 kg, а гушчићи од 8 месеци 8 kg. Гаји се добро, али јој месо није најукусније. Угојена грла дају врло крупне џигерице, тешке и по 1 kg, а уз то и око 2,5–3 kg масти. Годишња носивост индустријског типа износи око 30, док је код пољопривредног типа 40 до 60 јаја. Јаја су тешка 170–200 g.  а због боје перја мање се цени од емдемске расе.
Померанска гуска — Пореклом је из Помераније у Немачкој. Померанска гуска средњег раста, округласте главе са средње дугачким кљуном наранџасте боје и плавим очима. Труп је дугачак, широк, средње дубок. Ноге су средње дужине, јаке, наранџастих цеваница, прстију и пловних кожица.
Гуске ове расе лакше су од претходних, тежине 5–7 kg, а угојене достижу тежину око 10 kg. Добро се гоје, а месо им је укусно. Носе годишње око 20 јаја тежине 180–200 g. Перје је беле боје. Добро користи пашу.
Кинеска гуска — Пореклом је из Кине, одакле је 90-тих година 18. века пренета у Америку, а пола века касније и у Европу. У Русији је коришћена при стварању холмгорске расе. Кинеска гуска се прилично често среће у Србији. Кинеске гуске су најчешће мркосиве боје, али постоји и сој с потпуно белим перјем. Ова раса се лако распознаје по рожастој кврги на челу и дугачком врату, који је извијен као у лабуда. Средње је величине. Кљун и ноге су наранџасти, а чеона кврга црне боје.
Гусани су тешки 5–6 kg, а гуске око 4 kg. Месо је доброг квалитета. Годишња носивост се креће од 40 до 60 јаја, просечне тежине око 160 грама.
Српска домаћа гуска (или код нас само домаћа гуска) спада у примитивне расе, мада се код неких сојева у извесној мери осећа и утицај културних раса.

## Српска домаћа гуска
Српска домаћа гуска (или код нас само домаћа гуска) спада у примитивне расе, мада се код неких сојева у извесној мери осећа и утицај културних раса. То је аутохтона раса скромних производних особина. Одликује је ниско, здепасто и снажно тело, мала глава, прилично широк врат и кратке ноге. Глава је прилично мала у односу на тело. Кљун је троугластог облика и наранџасто-црвене боје. Лице је обрасло перјем и мало избочено, очи светле до тамноплаве боје. Врат је прилично снажан и избочен. Боје је беле, сивоплаве, белосиве и сиве. Домаће гуске паре се у јануару или фебруару и обично снесу 10 до 15 јаја. Инстинкт лежења је јако изражен.
Годишње снесе око 20 јаја, просечне тежине око 140 g. Због перја се највише цене бели сојеви, од којих је најпознатија бела сомборска гуска. Гуске овог соја дају годишње око 250 грама перја. Мане домаће гуске су мала тежина и касностасност. Тежина се креће обично од 3 до 5 kg, а угојена грла неких крупнијих сојева (сремски, новопазарски) могу да достигну тежину и до 10 kg. Одлично користи пашу и врло је отпорна па се лако гаји. Побољшаном исхраном и укрштањем са производнијим културним расама, пре свега са емдемском гуском, ове мане могу релативно брзо да се уклоне.
Домаћа гуска се претежно узгаја у равничарским крајевима и сливовима већих река. Узгаја се ради производње меса, јаја и перја. Врло је слична по изгледу и особинама дивљој гусци. Познато је неколико сојева домаће гуске (сомборска, подунавска, новопазарска), иако се по неким ауторима ови сојеви спомињу и као посебне расе.

### Историја
Први спомен уједно и траг о гускама економског типа на подручју Србије потиче из 13. века. Реч је о поклону Стефана Немање византијском цару Манојлу I Комнину, где се наводи да је међу поклонима, поред медведа и фока било и јато сивих гусака достојних царских вртова. Надаље, све до 19. века нема никаквих писаних трагова о гускама са подручја Србије, а тиме и било каквог оквирног трага о одређеним типовима. 
Може се рећи да је географска изолованост неких подручја Србије (Санџак, односно Рашка и Косово) допринела да се генотипизирају одређене расе живине, у овом случају гуске, па се са тог терена може издвојити тип новопазарске сиве гуске, која је због специфичног терена задржала сву изворност расе, јер није било уплива других новијих раса.
На подручју Косова и Метохије Бранислав Нушић, у књизи „Кроз стару Србију и Косово”, наводи да у сеоским срединама на подручју Метохије сво становништво међу осталом живином гаји и гуске шареног варијатета. У Призрену, кроз који протиче река Бистрица, етничка група турака традиционално гаји сиву и шарену гуску која се са истим карактеристикама налази и на подручју Македоније (Скопље), где их тамошња етничка група Торбеши гаји до данашњих дана. 
На подручју централне Србије јављају се два типа гусака, карактеристичне по својим спољашњим одликама. То су шумадијска незванични тип и тршава гуска, која је присутна на подручју Браничева као и источне Србије. 
За Војводину се може рећи да је њихова традиција одгоја гусака утицала да се спонатано развију типови карактеристични за одређено подручје. тако се већ половином 19. века наводе банатске гуске као и сремске, које су добиле подваријатет сомборску белу. У Војводини је било утицаја и са стране, првенствено из Мађарске, одакле су се спустиле Дунавом подунавске тршаве или коврџаве гуске.

### Сојеви српске домаће гуске
У Србији постоји више сојева домаће гуске, који се разликују највише по боји перја а донекле и по производним особинама. Без обзира на архаичност или модификацију неког типа преко утицаја са стране, уопштено се може рећи да све аутохтоне расе гусака на подручју Србије имају истоветне карактеристике као и особине, док су разлике махом приметне у спољашњем изгледу. Обојеност перја у великој мери типски дефинише одређену расу. Тако је новопазарска гуска сива са подваријатетом сиве са белим грудима док су гуске из Војводине махом беле а јављају се и варијатети белих са сивом главом једним делом крила као и предела око бутина. У спољашњем изгледу може се јавити и неправилност у виду ћубе на глави, која је присутна и наследна код старих раса гуска.
- Новопазарска гуска (ређе и ибарска гуска) је, према званичној литератури о живини, највећа српска домаћа гуска која има сиво перје. Она је готово нестала и само се спорадично може наћи у пар малих јата у околини Краљева и Крагујевца, где је опстала захваљујући појединачном ангажовању неколицине одгајивача. До скоро се мислило да је циви варијатет са белим грудима, „бела портикла”, сасвим нестао, али је недавно пронађено неколико јединки на територији Новог Пазара. Она има све одлике примитивне расе, код које је носивост до 15 јаја годишње, а мајчински инстикт код женки је добро изражен. Добро гајени примерци могу достићи и до 9 kg код мужјака и 7 kg код женки.[5]
- Подунавска тршава гуска (коврџава, кудрава) је специфична по коврџавом перју, које на горњем делу крила има падајући спирални облик, па јој даје карактеристичну лоптасту форму. Она води порекло из Мађарске, одакле се доњим током Дунава раширила на подручју Војводине и румунске стране Дунава. Сам тип коврџавих гусака, код којих је тршаво перје генетска мутација, има праизворно порекло са Крима, одакле се у 18. веку и после Кримског рата раширила по Европи. Подунавски тип ове гуске има бело перје. Мужјаци могу порасти до 7 kg, а женке до 6 kg. Дуж тока реке Мораве, на територији Браничева и источне Србије, типизирао се мањи облик тршаве гуске краћег набијеног врата и мање телесне масе, до 5 kg, који се јавља у сивој, шареној и белој боји. Носивост ове гуске је до 13 јаја годишње. Женка се брижно стара о младима. Подунавска гуска је постала ретка у Србији, јер су је 80-их година 20. века потиснуле новије увежене расе.[5]
- Војвођанске гуске (банатска, сремска, сомборска) су се типизирале посебно на простору по коме носе име. Све су селекционисане на бело перје, које је било главни производни артикал када су се гуске плански гајиле у Војводини. 
  - Банатска бела гуска је најмања, тежине до 7 kg, врло отпорна и одлично користи испусте и травнате површине. Данас се гаји у околини Зрењанина а запажена су јата у селима Јаша Томић, Томашевац и Орловат.
  - Сремска бела гуска има робусније тело од банатске и већу масу, до 9 kg. У Сремској Митровици запажено је јато једног одгајивача од стотину јединки сремских гуска које су оплемењене италијанском белом на већу носивост а сада се размишља о оплемењивању са ембденском ради веће масивности.
  - Сомборска бела гуска добијена је селекцијом од сремске беле. Она, за разлику од сремске, има хоризонтално држање тела и тањи врат.[5]
- Шумадијска гуска је нестала половином 20. века и њен изглед може се реконструисати само кроз усмена сведочанства и сећања људи са подручја Шумадије. Гајена је у околини Крагујевца и Тополе, а основна карактеристика је била да су мужјаци били беле боје, док су женке имале крила и предео око бутина бојене сивим перјем, тако да се код гушчића према обојености одмах могао утврдити пол. Овакав варијатет су многи одгајивачи у Европи искористили, тако да су нормандијска гуска у Француској и Енглеској сорта England wells идентичне овом опису шумадијске, где су мужјаци бели а женке шарене.[5]

### Угроженост
Домаћа гуска је ризично угрожена аутохтона раса у Србији и преостало је још сасвим мало јединки. Према подацима из 2004. године, јединки новопазарске гуске у целој Србији има између 10 и 100, као и подунавске, док за сомборску нема података, а шумадијска гуска је нестала половином 20. века.